# Interieurdecoratie van een statenjacht
Interieurdecoratie van een statenjacht is een reeks van 9 ontwerptekeningen, die de schilder-architect Pieter Post in 1663 maakte voor het nieuwe statenjacht van de Gecommitteerde Raden van de Staten van Holland. De gesigneerde en gedateerde tekeningen werden in 1976 aangekocht door het Rijksmuseum Amsterdam.

## Achtergrond

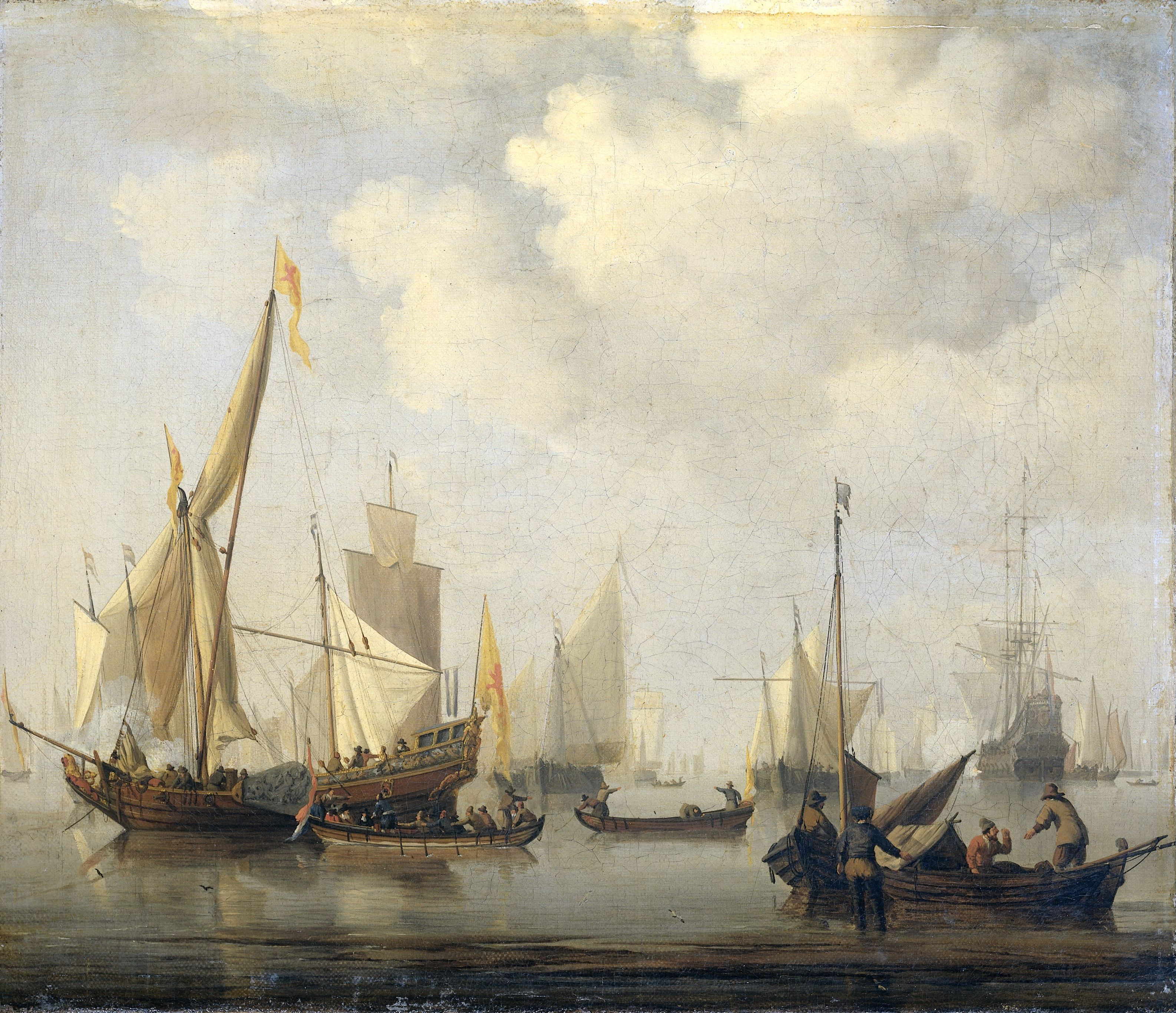
Een 17e-eeuws statenjacht met boven de achtersteven de drie ramen van het paviljoen: Willem van de Velde II, Windstilte, Rijksmuseum Amsterdam

De Gecommitteerde Raden hadden in Rotterdam een jacht dat ze voor inspecties van vestingwerken langs de grote rivieren en voor officiële bezoeken gebruikten. In oktober 1661 kwamen ze tot de conclusie dat het bestaande jacht te vaak gerepareerd moest worden en dat er daarom een nieuw jacht moest komen. Toen dit in 1663 gereed was, bleek dat het te veel diepgang had voor veel binnenwateren en alleen geschikt was voor de kust en grote rivieren. Ze schaften daarom een tweede, lichter bezaansjacht aan in Amsterdam.
Omdat in het grote jacht ook hoge gasten werden ontvangen en vervoerd, moest het voorzien zijn van een representatief interieur. Hiervoor moest Pieter Post zorgen, zoals uit zijn tekeningen blijkt. Vier tekeningen zijn ontwerpen voor de wanden en het plafond van het paviljoen bij de achtersteven en de overige vijf voor de grote kajuit benedendeks (op de tekeningen aangeduid als "saal"). Er bestaan geen afbeeldingen van het statenjacht waarvoor de ontwerpen zijn gemaakt, maar er zijn wel tekeningen, schilderijen en modellen van soortgelijke schepen.

## De zaal

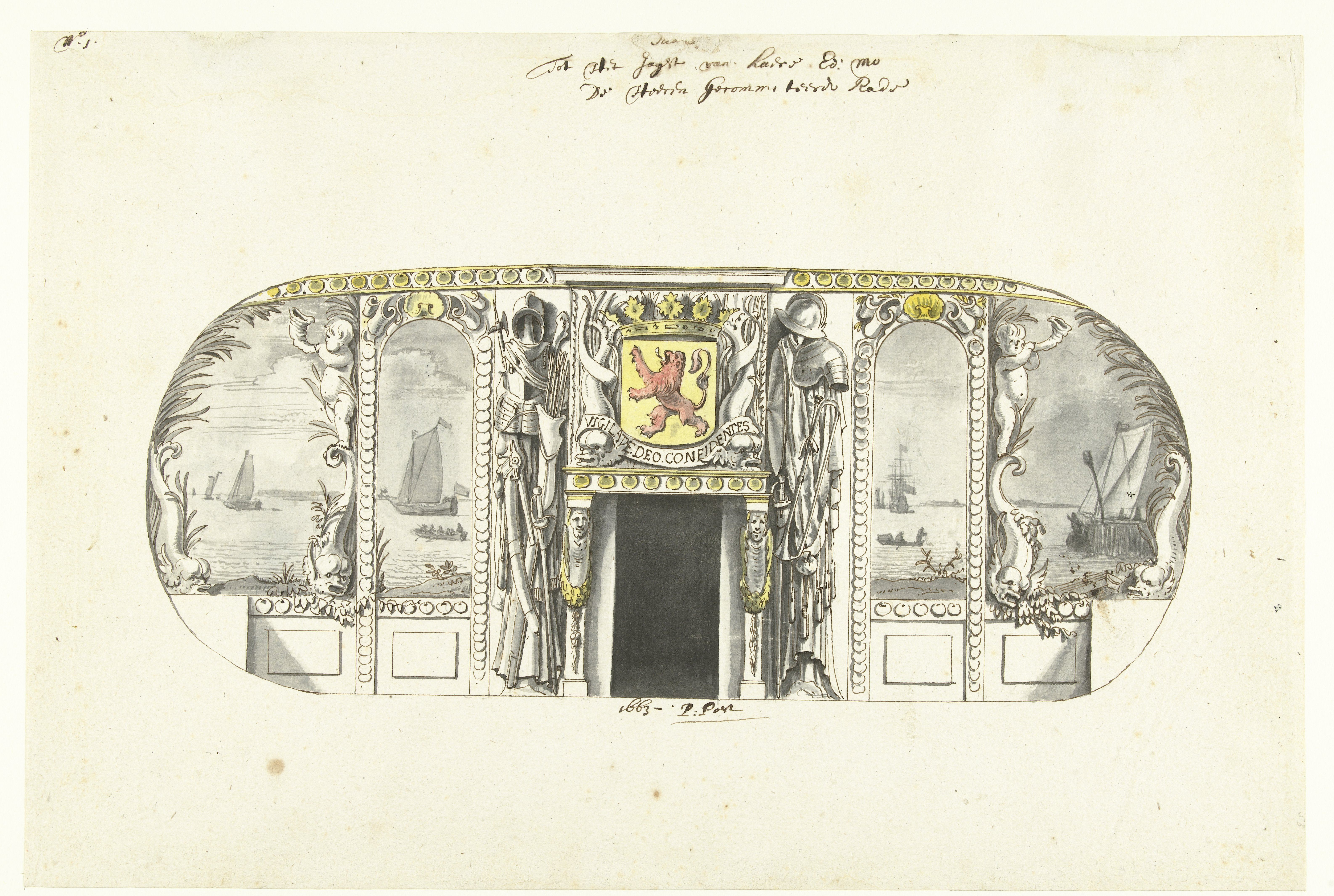
(1) De achterwand voorzien van een geschilderd doorlopend zeegezicht, putti en dolfijnen; in het midden een schouw met het wapen van Holland
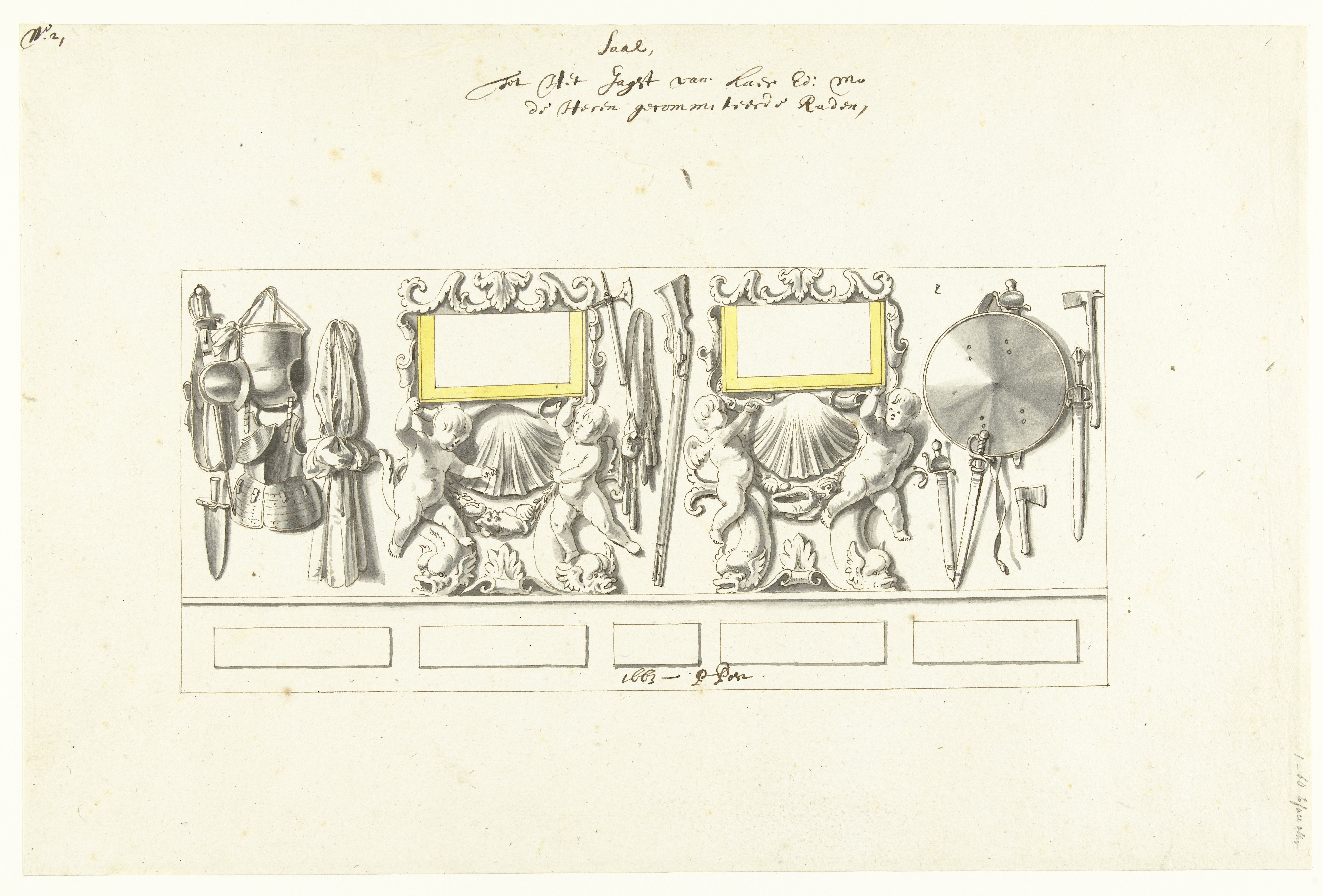
(2) De ene zijwand met schelpen, putti, dolfijnen en militaire attributen
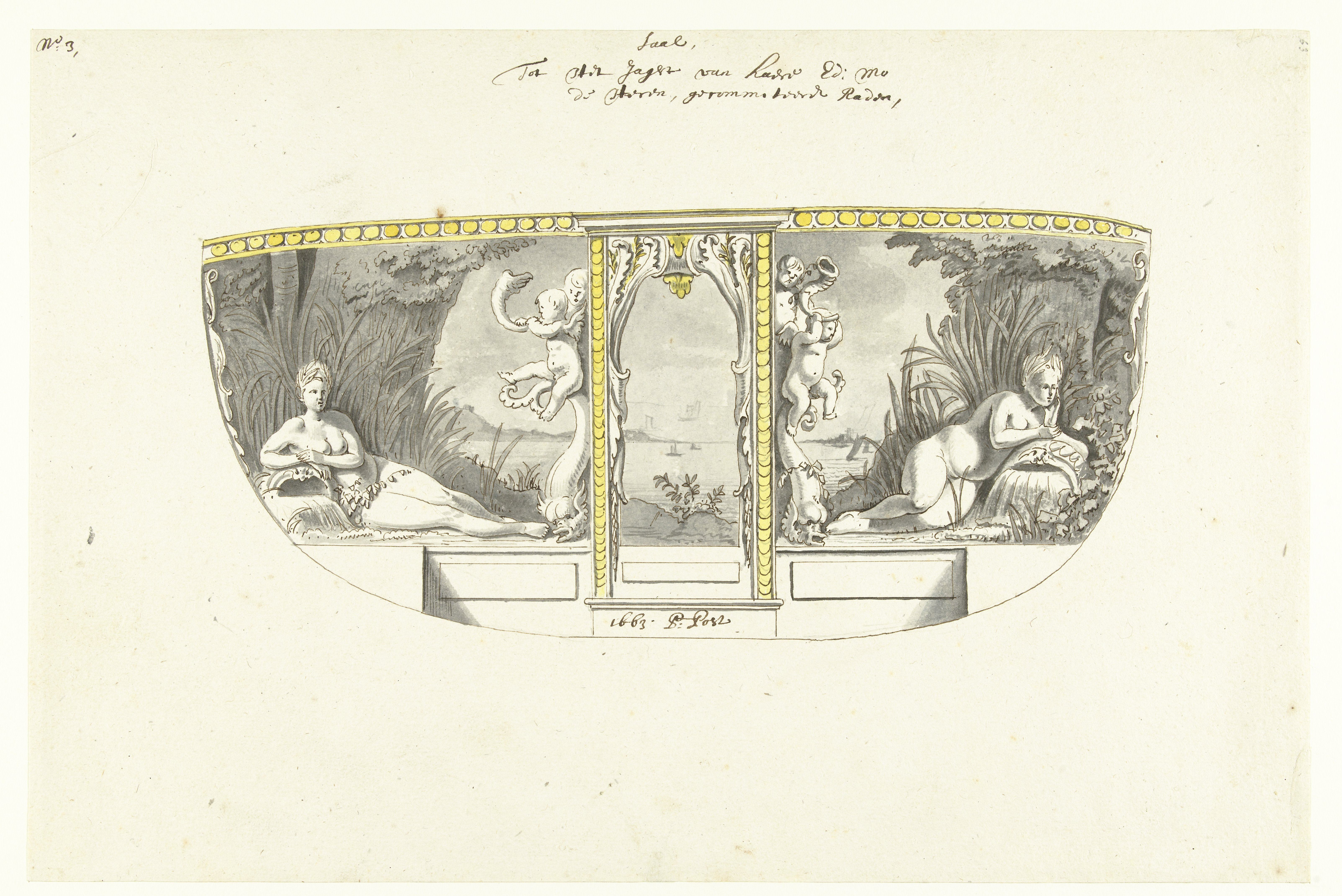
(3) De voorste wand met de toegang, die is beschilderd met een kustlandschap, riviergodinnen, putti en dolfijnen
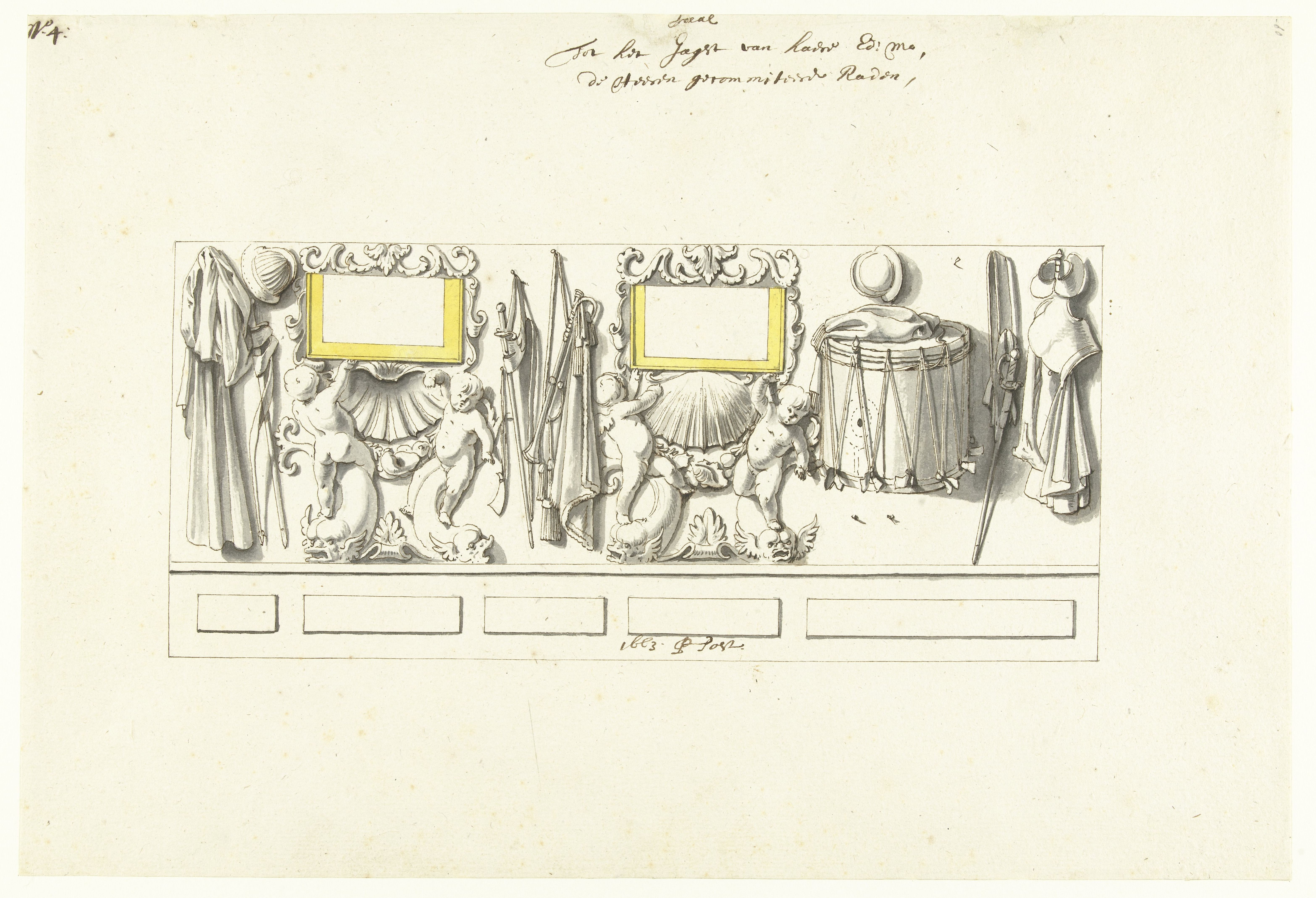
(4) De andere zijwand met een soortgelijke beschildering
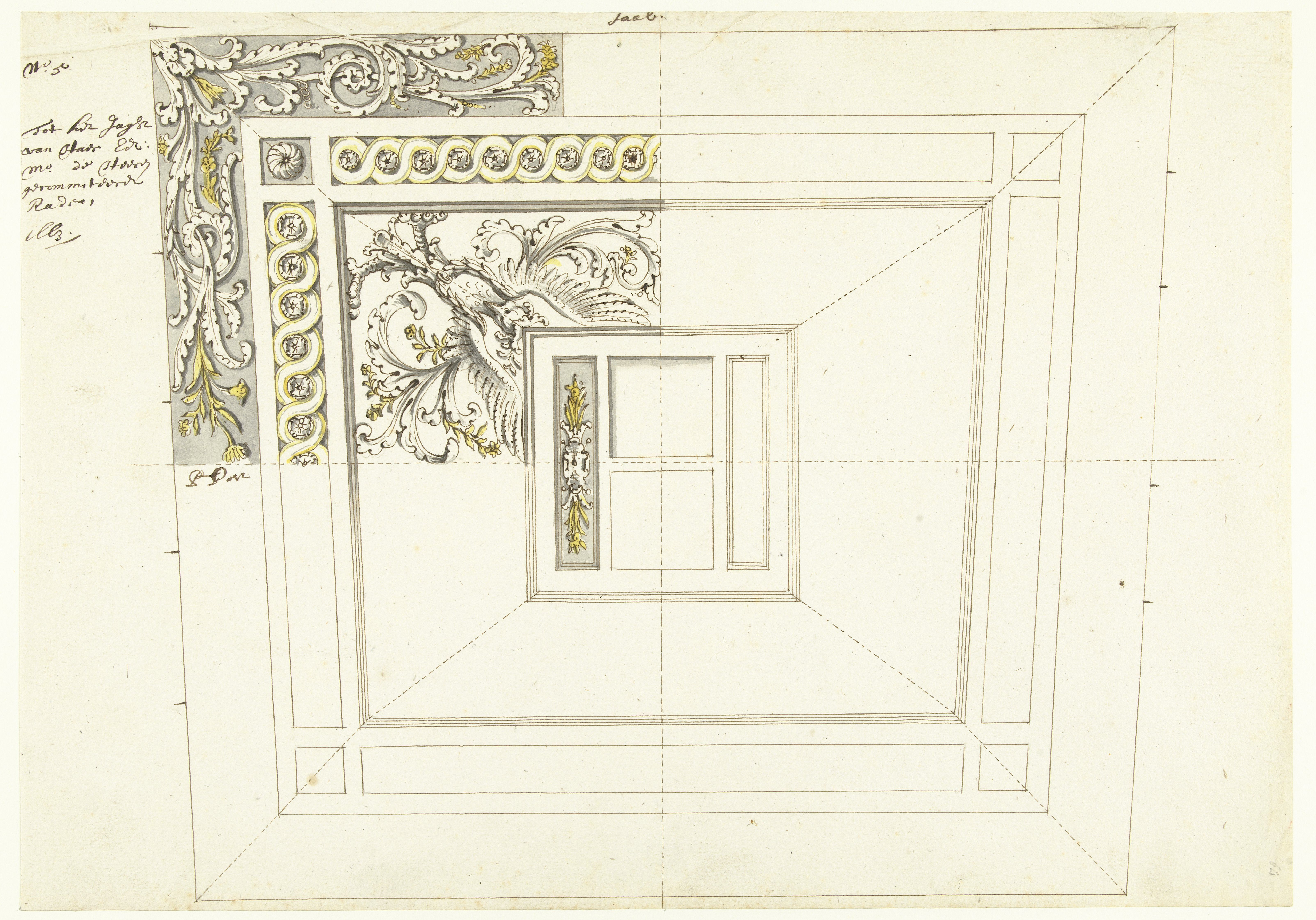
(5) Het plafond met vogelfiguren, waarvan Post een kwart heeft uitgewerkt dat drie keer herhaald moest worden.

## Het paviljoen

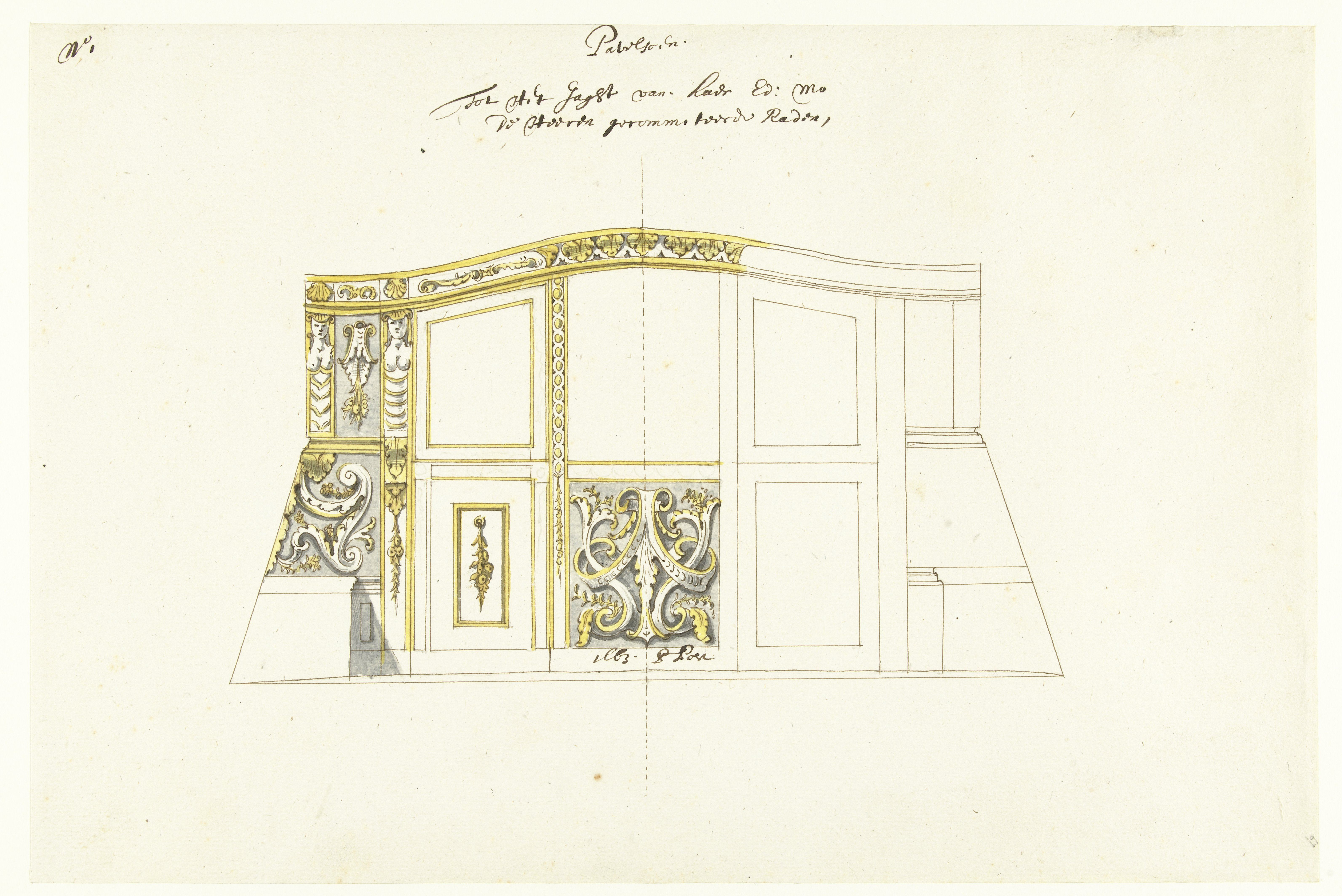
(1) De voorste wand met de toegangsdeuren vanaf het dek
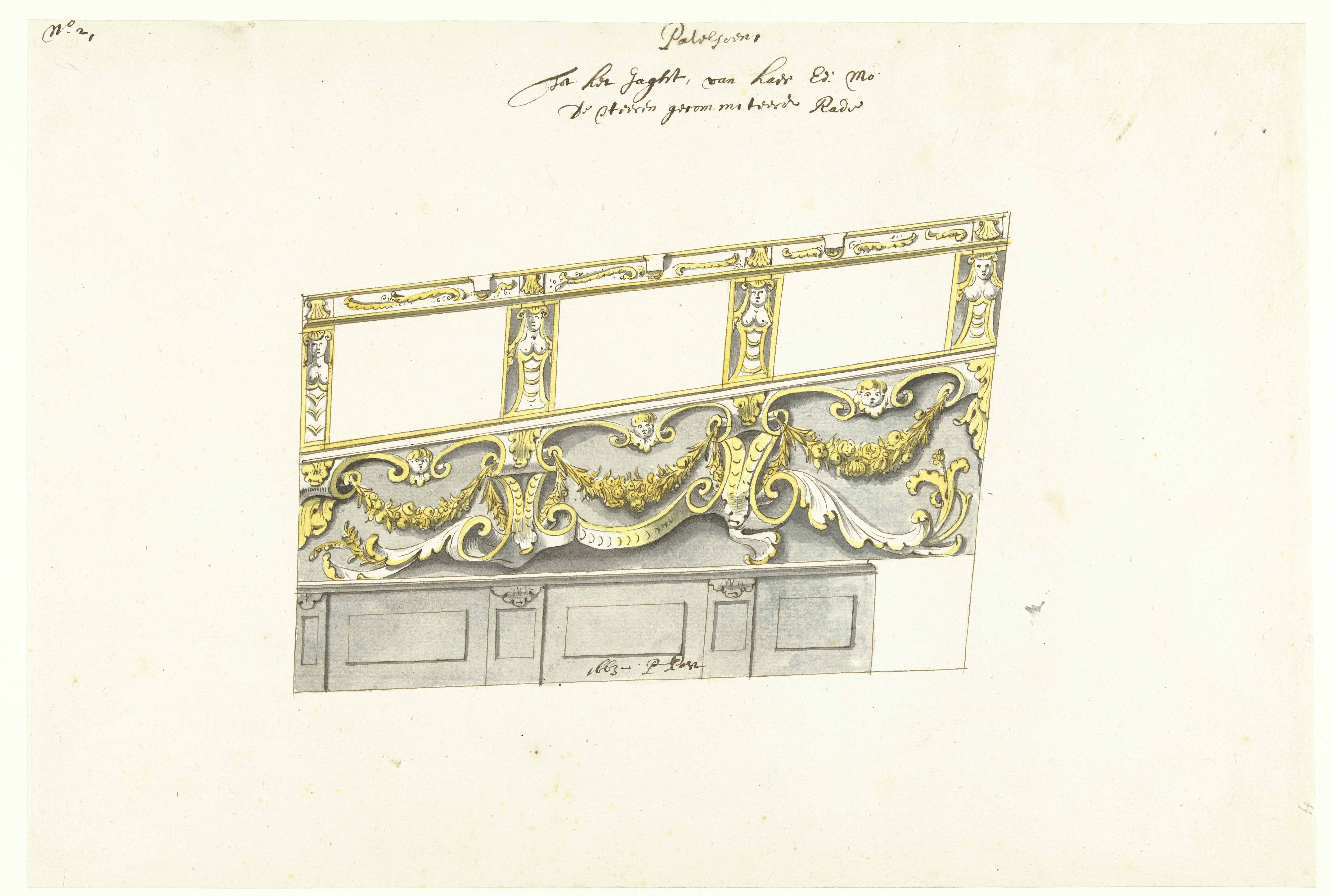
(2) Eén tekening voor beide zijwanden, die identiek, maar gespiegeld beschilderd moesten worden
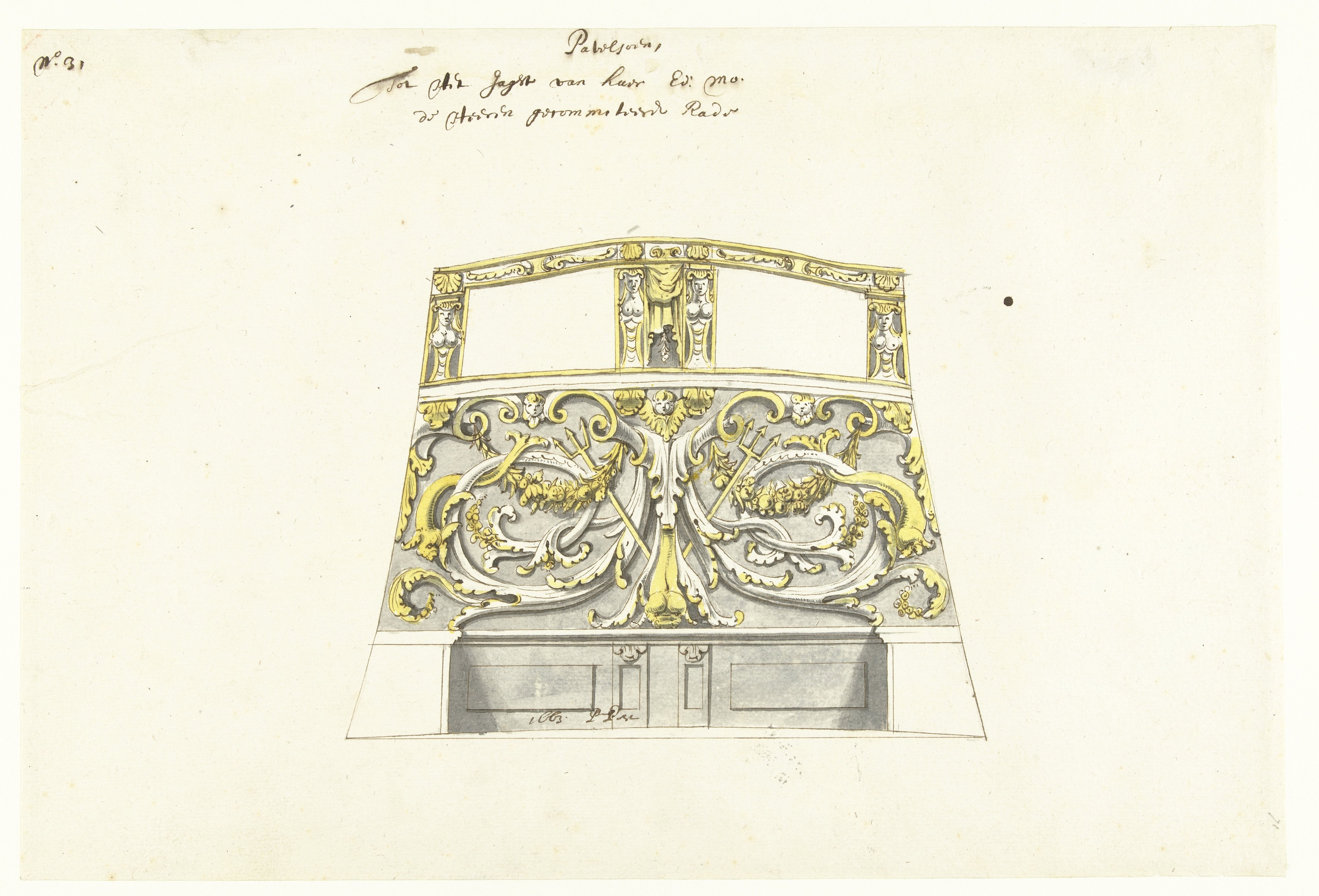
(3) De achterwand boven het roer met acanthusversiering en twee drietanden en meerminnen tussen de ramen
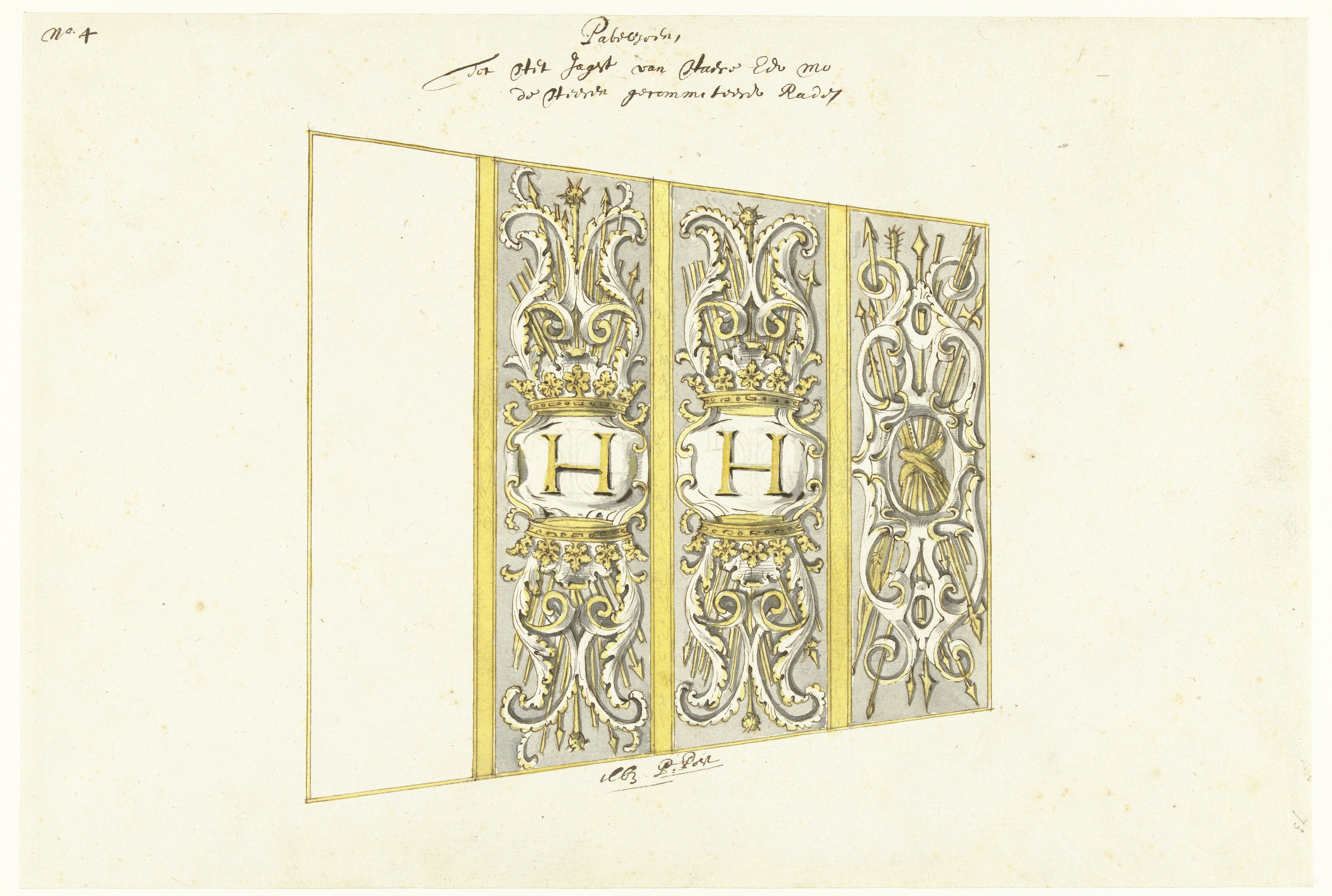
(4) Het plafond met symmetrische beschilderingen van acanthusbladeren, speren en twee keer de H van Holland